# Nationella framstegspartiet (Mongoliet)
Nationella Framstegspartiet (MUDN) var ett av de politiska partier som deltog i Mongoliets första fria val 1990. 
Efter ett bakslag i 1992 års val gick man samman med Mongoliets demokratiska parti och bildade Mongoliska nationaldemokratiska partiet.